# Frédéric-Louis de Mecklembourg-Schwerin

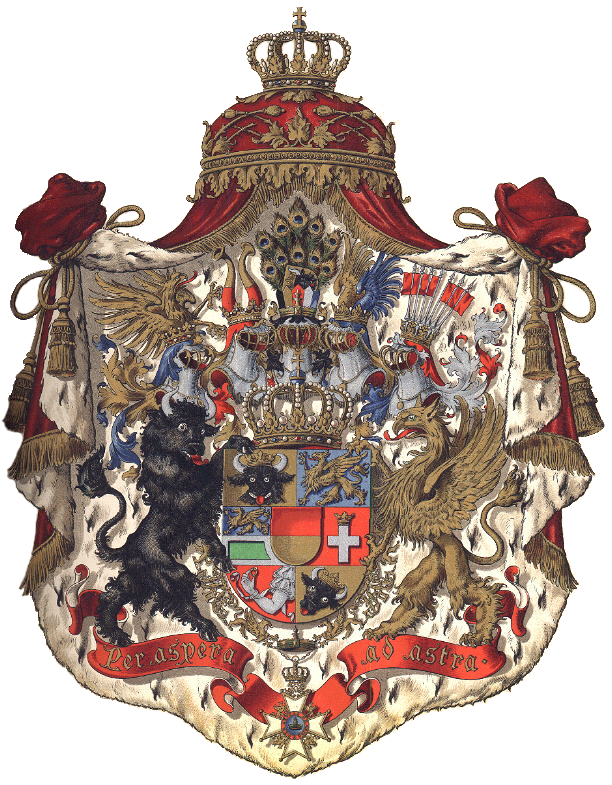
Armes du grand-duché de Mecklembourg-Schwerin

Frédéric-Louis de Mecklembourg-Schwerin (en allemand Friedrich Ludwig von Mecklenburg-Schwerin), né le 13 juin 1778 à Ludwigslust et mort le 29 novembre 1819 dans la même ville, est un prince de la Maison de Mecklembourg. Prince héritier du grand-duché de Mecklembourg-Schwerin de 1785 à sa mort, il précède son père dans la tombe et ne règne donc pas. Il est le père de Paul-Frédéric de Mecklembourg-Schwerin et de Hélène de Mecklembourg-Schwerin, duchesse d'Orléans.

## Biographie
Frédéric-Louis est le fils de Frédéric-François Ier, grand-duc de Mecklembourg-Schwerin et de Louise de Saxe-Gotha-Altenbourg. À partir de 1785, il est héritier du trône. Ses frères cadets sont Gustave-Guillaume (de), Charles (de) et Adolphe (de)
Lorsque les troupes françaises envahissent le Mecklembourg, le grand-duc et sa famille sont expulsés du duché et s'établissent à Hambourg. Frédéric-Louis se rend à Saint-Pétersbourg où il rencontre son ancien beau-frère Alexandre Ier de Russie, afin de lui demander son aide pour libérer le Mecklembourg de la domination étrangère. Le tsar accepte de soutenir ses parents allemands et permet la libération du duché de l'occupation française en juin 1807. Après le congrès de Vienne, le Mecklembourg-Schwerin, devenu grand-duché, entre dans la confédération du Rhin et le prince Frédéric-Louis parlant parfaitement français mène avec succès les négociations diplomatiques à Paris.
Il meurt le 19 novembre 1819 à Ludwigslust. Son fils aîné Paul-Frédéric devient le nouvel héritier présomptif du duché. Frédéric-Louis est enterré dans le mausolée Hélène-Pavlovna (de) à Ludwigslust, construit entre 1804 et 1806 d'après les plans de Joseph-Jacques Ramée.

## Mariage et descendance
1. Il épouse (à la Gatchina près de Saint-Pétersbourg) le 12 octobre 1799 (le 23 octobre 1799 dans le calendrier julien alors encore en usage en Russie sous le nom de vieux style), la grande-duchesse Hélène de Russie fille du tsar Paul Ier. De cette union naissent :
  1. Paul-Frédéric de Mecklembourg-Schwerin (1800-1842) grand-duc de Mecklembourg-Schwerin, en 1822, il épouse Alexandrine de Prusse (1803-1892)
  2. Marie-Louise de Mecklembourg-Schwerin (1803-1862), en 1825 elle épouse Georges de Saxe-Altenbourg (mort en 1853).
2. Veuf, il se remarie en 1810 avec Caroline-Louise de Saxe-Weimar-Eisenach (18 juillet 1786 – 20 janvier 1816 ; fille du duc Charles-Auguste et de Louise, fille cadette de Louis IX de Hesse-Darmstadt). De cette union naissent trois enfants :
  1. Albert de Mecklembourg-Schwerin (1812-1834)
  2. Hélène de Mecklembourg-Schwerin (1814-1858), en 1837 elle épouse Ferdinand-Philippe d'Orléans (1810-1842) fils aîné de Louis-Philippe Ier.
  3. Magnus de Mecklembourg-Schwerin (1815-1816)
3. À nouveau veuf, il épouse en 1818, selon les dernières volontés de sa seconde épouse, Augusta de Hesse-Hombourg (1776-1871), fille du landgrave Frédéric V de Hesse-Hombourg.